# Zeche Fernerglück
Die Zeche Fernerglück ist ein ehemaliges Steinkohlenbergwerk in Witten-Buchholz. Das Bergwerk wurde während seines Bestehens mehrmals stillgelegt und wieder neu in Betrieb genommen.

## Bergwerksgeschichte
Am 18. August 1785 wurde die Mutung für das Grubenfeld eingelegt. Am 30. November 1829 erfolgte die Verleihung eines Längenfeldes. Im September 1837 wurde die Zeche in Betrieb genommen, es wurden ein alter Schacht und ein Stollen aufgewältigt. Am 12. Dezember 1840 wurde das Bergwerk zum ersten Mal stillgelegt, da das Flöz nicht abbauwürdig war. Im Jahr 1871 erfolgte die Wiederinbetriebnahme, westlich vom Pleßbach im mittleren Hammertal wurde ein Stollen angesetzt. Im Jahr 1875 wurde das Bergwerk erneut stillgelegt.
Etwa um das Jahr 1900 wurde mit Unterbrechungen Abbau betrieben, bis zu diesem Zeitpunkt war das Hauptflöz nur auf wenige hundert Meter Länge abgebaut worden. Im Jahr 1901 wurde das Bergwerk wieder stillgelegt. Am 1. Oktober 1922 wurde das Bergwerk mit einem Stollen wieder in Betrieb genommen. Im Jahr 1924 wurde mit dem Abbau begonnen und ab August desselben Jahres wurde das Bergwerk wieder außer Betrieb gesetzt. Ab Oktober 1925 wurde das Bergwerk wieder in Betrieb gesetzt. In der Zeit vom 28. Februar bis 15. Juli 1926 war das Bergwerk erneut außer Betrieb. Am 15. Juni 1927 wurde die Zeche Fernerglück endgültig stillgelegt.

### Förderung und Belegschaft
Die ersten Förderzahlen stammen aus dem Jahr 1840, es wurden 181⅛ preußische Tonnen Steinkohle abgebaut. Die ersten Belegschaftszahlen stammen aus dem Jahre 1872, damals waren vier Bergleute auf dem Bergwerk angelegt. Im Jahr 1874 wurden 801 Tonnen Steinkohle gefördert. Im Jahr 1922 waren zwei Bergleute auf dem Bergwerk beschäftigt, zwei Jahre später wurden mit sieben Bergleuten 1071 Tonnen Steinkohle gefördert. Die letzten bekannten Förder- und Belegschaftszahlen des Bergwerks stammen aus dem Jahr 1926, in dem mit zwölf Bergleuten 3153 Tonnen Steinkohle gefördert wurden.